# Беков, Султан Мажитович
Султа́н Мажи́тович (Мажу́тович) Бе́ков (1920, Верхние Ачалуки, Малгобекский район — 1945, Казахстан) — гвардии капитан, участник Великой Отечественной войны.

## Биография
Родился в селе Верхние Ачалуки. Поступил во Владикавказский педагогический институт, но не смог его окончить, потому что в 1939 году был призван в Красную армию. Был зачислен в Орджоникидзевское пехотное училище, которое окончил накануне Великой Отечественной войны в звании лейтенанта.
На фронте с первых дней войны. Воевал на Юго-Западном фронте, попал в окружение, из которого советским войскам удалось вырваться. Вскоре он стал командиром роты 962-го стрелкового полка. Затем был командиром батальона 296-й стрелковой дивизии. Был начальником штаба и заместителем командира 285-го гвардейского стрелкового полка. 26 августа 1941 года получил первое ранение. Впоследствии был ранен ещё несколько раз.
Первой его наградой стал Орден Красного Знамени. Был направлен на учёбу в академию имени Фрунзе. Затем обучал начальной военной подготовке новобранцев на Воронежском фронте. Много раз писал рапорты с просьбой отправить на фронт. Наконец, его просьба была удовлетворена.
25 июня 1943 года был тяжело ранен. После излечения его признали инвалидом и отправили домой. В феврале 1944 года был депортирован. Скончался в депортации из-за фронтовых ранений в январе 1945 года.

## Память
В родном селе Бекова Верхние Ачалуки одна из улиц носит его имя.

## Семья
Младший брат Сергей Беков — советский и российский государственный деятель.